# Waldemar Gårdlund
Charles Holger Waldemar Alfons Gårdlund, född 23 september 1879 i Sveg, död 2 augusti 1959 i Stockholm, var en svensk läkare. Han var far till Torsten Gårdlund.
Waldemar Gårdlund till provinsialläkaren Alphons Teorin, hans mor gifte senare om sig med assuransdirektören Per Isac Gårdlund. Efter mogenhetsexamen i Stockholm 1900 studerade han vid Karolinska Institutet, blev medicine kandidat 1904, medicine licentiat 1908 och medicine doktor 1916. Efter diverse förordnanden 1909–1912, förför allt inom gynekologi, var Gårdlund föreståndare för gynekologiska polikliniken vid Serafimerlasarettet 1912–1918 och biträdande läkare vid barnbördshuset Pro patria 1912–1928. Från 1929 innehade han en egen kirurgisk och obstetrisk privatklinik i Stockholm. Han företog flera utländska studieresor och studerade bland annat 1915 hos Ernst Bumm i Berlin och Walter Stoeckel i Kiel. Inom läkarkåren spelade han en uppmärksammad roll bland annat som styrelsemedlem i Stockholms läkareförening 1922–1924, grundare av Svenska läkarnas sjukkassa 1922 och sekreterare där till 1930, grundare av Socialmedicinsk tidskrift 1924 och dess redaktör till 1929 och ansvarige utgivare från 1943. Gårdlund var stiftare av Sveriges privatpraktiserande läkares förening och var dess ordförande från 1942. Han framträdde i fackpressen såväl som för allmänheten som engagerad skribent inom socialmedicinens område, särskilt rörande gynekologi och obstetrik.